# Francis Le Gunehec
 (septembre 2016).
Francis Le Gunehec est un magistrat français, né le 4 mai 1960 à Paris. Il est connu pour être, au sein du ministère de la Justice, l'un des principaux[réf. nécessaire] rédacteurs des textes juridiques pénaux français depuis la fin des années 1980, et pour avoir été l'auteur, avec Frédéric Desportes, du traité Droit pénal général, dont seize éditions sont parues chez Économica de 1994 à 2009.

## Biographie et carrière
Fils de l'ancien président de la chambre criminelle de la Cour de cassation Christian Le Gunehec, Francis Le Gunehec réussit le concours d'entrée de l’École nationale de la magistrature en 1981, à l'âge de 21 ans. Il effectue son service national courant 1982.
Il est nommé juge d'instruction à Pontoise le 1er janvier 1985. .
En juin 1987, il est nommé magistrat affecté à l’administration centrale du ministère de la justice, au grade de substitut du procureur de la République. Il est rédacteur au sein du bureau de la justice pénale générale, puis au bureau de la législation pénale générale. En 1996, il est nommé chef de ce bureau.
Le 27 août 1999, il est nommé, toujours au même poste, premier substitut du procureur de la République.
Francis Le Gunehec est également chargé d'enseignement à l'Institut de criminologie et à l'Institut de Criminologie  de l'Université Panthéon-Assas (Paris II) depuis 1986.

## Extrait des publications
- Le nouveau code pénal : Lois du 22 juillet 1992 (avec Frédéric Desportes), 1992.
- Le nouveau code pénal illustré, Dalloz, 1996.
- Le nouveau droit pénal ; Droit pénal général (avec Frédéric Desportes), Économica, 16 éditions de 1994 à 2009.

## Distinctions
- Chevalier de l'ordre national du mérite (décret du 14 novembre 2001)
- Chevalier de l'ordre national de la légion d'honneur (décret du 14 juillet 2006).